# Северно Тушино (район на Москва)
Северно Тушино е административен район на Северозападен окръг в Москва.